# Kotarih Baru
Kotarih Baru is een bestuurslaag in het regentschap Serdang Bedagai van de provincie Noord-Sumatra, Indonesië. Kotarih Baru telt 2737 inwoners (volkstelling 2010).